# (100651) 1997 WU10
(100651) 1997 WU10 es un asteroide perteneciente al cinturón de asteroides, descubierto el 22 de noviembre de 1997 por el equipo del Spacewatch desde el Observatorio Nacional de Kitt Peak, Arizona, Estados Unidos.

## Designación y nombre
Designado provisionalmente como 1997 WU10.

## Características orbitales
1997 WU10 está situado a una distancia media del Sol de 2,637 ua, pudiendo alejarse hasta 2,804 ua y acercarse hasta 2,471 ua. Su excentricidad es 0,063 y la inclinación orbital 6,869 grados. Emplea 1564,97 días en completar una órbita alrededor del Sol.

## Características físicas
La magnitud absoluta de 1997 WU10 es 16,4.